# Emeopedus solutus
Emeopedus solutus là một loài bọ cánh cứng trong họ Cerambycidae.